# Dauphin (Alpes-de-Haute-Provence)
Dauphin ist eine französische Gemeinde mit 837 Einwohnern (1. Januar 2022) im Département Alpes-de-Haute-Provence in der Region Provence-Alpes-Côte d’Azur.

## Geografie
Die Gemeinde Dauphin im Nordosten des Luberon liegt an der Mündung des Flüsschens Laye in den Largue, etwa 60 Kilometer nordöstlich von Aix-en-Provence. Das Gemeindegebiet ist Teil des Regionalen Naturparks Luberon.

## Geschichte
Die Region um Dauphin war schon in der Römerzeit besiedelt. Der Ort lag am Wegesrand der Via Domitia, einer römischen Straße die Italien mit Spanien verband. Nahe der Gemeinde wurde eine Nekropole mit 1500 gallo-römischen Gräbern gefunden. 
Dauphin wird erstmals 1125 als castrum delphinum erwähnt. Im späten Mittelalter erlebte der Ort als Sitz der Grafen der Provence einen Aufschwung.

## Bevölkerungsentwicklung
| Jahr      | 1962 | 1968 | 1975 | 1982 | 1990 | 1999 | 2007 | 2016 |
| Einwohner | 280  | 357  | 328  | 469  | 684  | 796  | 784  | 824  |

## Sehenswürdigkeiten

### Altstadt
Die pittoreske Altstadt aus hellem Kalkstein liegt auf einem bewaldeten Hügel und gleicht einem Festungswerk. Sie stammt aus dem 15. Jahrhundert. Im Zentrum des Dorfes liegt einer der für die Region typischen befestigten Bauernhöfe aus dem 15. Jahrhundert.

### Schloss
Von dem Schloss der Grafen der Provence ist ein Turm erhalten, das Hauptgebäude (erbaut Ende des 16. Jahrhunderts) und ein Portal.

### Kirche St. Martin
Die Kirche St. Martin stammt aus dem  12. und 16. Jahrhundert und wurde auf der ehemaligen Schlosskapelle errichtet. Sie hat ein bemerkenswertes Kreuzgewölbe, einen schönen Kachelofen und einen Kirchturm mit grünen Schuppen.

## Wirtschaft
Die wichtigsten Wirtschaftszweige des Ortes sind der Tourismus und die Landwirtschaft. In der Region werden vor allem Olivenbäume angebaut und die Oliven verarbeitet. Bekannt ist die Region für ihr Olivenöl.

## Verkehr
Dauphin liegt unweit der A45.